# PPP (giao thức)
Trong mạng máy tính, Point-to-Point Protocol (hoặc PPP) là một giao thức liên kết dữ liệu, thường được dùng để thiết lập một kết nối trực tiếp giữa 2 nút mạng. Nó có thể cung cấp kết nối xác thực, mã hóa việc truyền dữ liệu...
PPP được sử dụng bằng nhiều kiểu mạng vật lý khác nhau, bao gồm cáp tuần tự (serial cable), dây điện thoại, mạng điện thoại, radio và cáp quang giống như SONET. Đa phần các nhà cung cấp dịch vụ Internet đều sử dụng PPP cho khách hàng để truy cập Internet. Hai kiểu đóng gói dữ liệu của PPP là PPPoE (Point-to-Point Protocol over Ethernet) và PPPoA (Point-to-Point Protocol over ATM), chúng được sử dụng bởi các nhà cung cấp dịch vụ Internet để kết nối tới dịch vụ Internet.

## PPPoE
PPPoE là một giao thức mạng cho đóng gói khung PPP bên trong khung Ethernet (chú ý đây là một định nghĩa khác hoàn toàn so với PoE). Nó xuất hiện vào năm 1999, trong bối cảnh bùng nổ DSL như là giải pháp cho các đường hầm (tunneling) thông qua kết nối DSL đến mạng IP của ISP và từ đó đến phần còn lại của Internet. Một cuốn sách mạng năm 2005 đã lưu ý rằng "Hầu hết các nhà cung cấp DSL đều sử dụng PPPoE, cung cấp xác thực, mã hóa và nén." Việc sử dụng PPPoE điển hình liên quan đến việc tận dụng các cơ sở PPP để xác thực người dùng bằng tên người dùng và mật khẩu, chủ yếu thông qua giao thức PAP và đôi khi thông qua CHAP.
Trên thiết bị đầu cuối của khách hàng, PPPoE có thể được thực hiện trong thiết bị xử lý cả hai chức năng modem DSL và định tuyến IP hoặc trong trường hợp của một modem DSL (không hỗ trợ định tuyến), PPPoE có thể được xử lý trên bộ định tuyến chỉ Ethernet (đằng sau modem DSL) hoặc thậm chí trực tiếp trên máy tính của người dùng. Hỗ trợ PPPoE hiện diện trong hầu hết các hệ điều hành, từ Windows XP, Linux đến Mac OS X. Gần đây, một số các cổng dựa trên nền tảng GPON (thay vì dựa trên DSL) cũng sử dụng PPPoE.
PPPoE được phát triển bởi UUNET, Redback Networks (nay là Ericsson) và RouterWare (nay là Wind River Systems) và có sẵn dưới dạng thông tin RFC 2516.
Trong thế giới của DSL, PPPoE thường được hiểu chạy trên ATM (hoặc DSL) như là giao thức vận chuyển cơ bản, mặc dù không có giới hạn nào như vậy tồn tại trong chính giao thức PPPoE. Các kịch bản sử dụng khác đôi khi được phân biệt bằng cách xử lý như một giao thức vận chuyển cơ bản khác. Ví dụ, PPPoEoE chính là giao thức vận chuyển Ethernet, như trong trường hợp mạng Metro Ethernet. (Trong ký hiệu này, việc sử dụng ban đầu của PPPoE sẽ được gắn nhãn PPPoEoA, mặc dù không nên nhầm lẫn với PPPoA, một giao thức đóng gói khác.)
PPPoE đã được mô tả trong một số cuốn sách như một lớp giao thức "lớp 2,5 " thô sơ tương tự như MPLS vì nó có thể được sử dụng để phân biệt IP khác nhau trong chia sẻ cơ sở hạ tầng Ethernet.

### PPPoE được sử dụng chủ yếu:
Với các dịch vụ DSL Internet sử dụng PPPoE trong đó modem hỗ trợ PPPoE - bộ định tuyến (cổng chung) kết nối với dịch vụ DSL. Ở đây, cả ISP và bộ định tuyến đều cần hỗ trợ PPPoE. (Lưu ý rằng trong trường hợp này, đôi khi được gọi là PPPoEoA, hay 'PPPoE qua ATM '.)
Hoặc khi modem DSL hỗ trợ PPPoE được kết nối với bộ định tuyến Ethernet hỗ trợ PPPoE bằng cáp Ethernet.

### Lý do PPPoE được phát triển
Ở thời điểm ban đầu PPPoE được phát triển, một vấn đề với việc tạo ra một giao thức hoàn toàn mới để đáp ứng những nhu cầu này là thời gian. Thiết bị phải có sẵn ngay lập tức, cũng như dịch vụ và một chồng giao thức hoàn toàn mới (Microsoft lúc đó đang ủng hộ máy atm-cell-to-the-desktop dựa trên fiber và L2TP cũng đang sản xuất, nhưng chưa hoàn thành) sẽ mất rất nhiều thời gian để thực hiện khối lượng công việc đó mà cơ hội có thể trôi qua bất kỳ lúc nào. Một số quyết định đã được thực hiện để đơn giản hóa việc thực hiện và tiêu chuẩn hóa trong nỗ lực cung cấp một giải pháp hoàn chỉnh một cách nhanh chóng.

### PPPoE sử dụng lại phần mềm hiện có
PPPoE hy vọng hợp nhất cơ sở hạ tầng Ethernet rộng rãi với PPP phổ biến, cho phép các nhà cung cấp sử dụng lại phần mềm hiện có của họ và cung cấp sản phẩm trong thời gian rất ngắn. Về cơ bản, tất cả các hệ điều hành tại thời điểm đó đều có ngăn xếp PPP và thiết kế của PPPoE cho phép chuyển đổi đơn giản ở giai đoạn mã hóa dòng từ PPP sang PPPoE.
Đơn giản hóa các yêu cầu phần cứng
Các công nghệ mạng cạnh tranh (T1, ISDN) yêu cầu bộ định tuyến tại cơ sở của khách hàng. PPPoE đã sử dụng một loại khung Ethernet khác, cho phép phần cứng DSL hoạt động đơn giản như một cây cầu, chuyển một số khung cho mạng WAN và bỏ qua các khung khác. Việc thực hiện một cây cầu như vậy là đơn giản hơn một bộ định tuyến.

### Thông tin RFC
RFC 2516 ban đầu được phát hành dưới dạng RFC thông tin (chứ không phải theo tiêu chuẩn) vì lý do tương tự: thời gian áp dụng cho RFC theo tiêu chuẩn quá dài.

### Thành công của PPPoE
PPPoE ban đầu được thiết kế để cung cấp một mạng LAN nhỏ với các kết nối độc lập riêng lẻ với Internet, nhưng cũng chính vì vậy, giao thức sẽ đủ nhẹ để nó không bị ảnh hưởng trên thị trường sử dụng gia đình nơi mà nó nhắm đến. Mặc dù vấn đề thứ hai vẫn có ý kiến phản bác (một số người phàn nàn rằng 8 byte cho mỗi gói là quá nhiều), PPPoE rõ ràng đã thành công trong việc giảm giá dịch vụ xuống mức mà người dùng gia đình có thể trả.